# Осми путник: Ромул
Осми путник: Ромул (енгл. Alien: Romulus) је амерички научнофантастични хорор филм из 2024. године, режисера Федеа Алвареза, који је и написао сценарио заједно са Родом Сајагесом. Седмо је остварење у франшизи Осми путник и смештен је између догађаја у филмовима Осми путник (1979) и Осми путник 2 (1986). Главне улоге у филму тумаче Кејли Спејни, Дејвид Џонсон, Арчи Рено, Изабела Мерсед, Спајк Ферн и Ајлин Ву. Прича прати групу младих свемирских колониста који се, док претражују напуштену свемирску станицу, суочавају лицем у лице са ксеноморфом.
Филм је премијерно приказан 12. августа 2024. у Лос Анђелесу, док је у америчким биоскопима објављен четири дана касније. Наишао је на позитивне реакције критичара, који су нарочито похвалили глуму и визуелне ефекте, и зарадио преко 350 милиона долара широм света.

## Радња
Године 2142. Вејланд-Јутани сонда проналази велику чауру у олупини свемирског брода Ностромо. Неколико месеци касније, на оронулој колонији Џексонова звезда на увек мрачној планети LV-410, колонисткиња Рејн сазнаје да јој је Вејланд-Јутани продужио радни уговор. Одлучна да побегне, прикључује се плану за бекство са својим усвојеним братом Ендијем — неисправним андроидом који је препрограмирао њен отац — бившим дечком Тајлером, његовом трудном сестром Кеј, њиховим рођаком Бјорном и његовом усвојеном сестром Наваро. Група преузима транспортер Корбелан IV како би стигли до Ренесансе, Вејланд-Јутани станице подељене на модуле Ромул и Рем, са намером да украду криостазну опрему и преживе вишегодишње путовање до Јаваге III, наизглед идиличне планете која није повезана са Вејланд-Јутанијем.
Група открива да ће неактивна станица ударити у прстенове планете LV-410 за неколико сати. Енди се повезује са станицом како би им омогућио приступ Рему и сазнаје да присуство андроида није дозвољено на Јаваги III, што оставља Рејн измучену кривицом. Тајлер и Бјорн покушавају да набаве гориво за криостазу, али ненамерно активирају закључавање и ослобађају десетине „фејсхагер” паразита. У очајању, Рејн надограђује Ендијеву безбедносну приступну дозволу помоћу контролног чипа оштећеног андроида научног официра станице, познатог као Рук. Међутим, ово репрограмирање преусмерава Ендијеву лојалност са Рејн на Вејланд-Јутани. Енди води групу на сигурно, али не пре него што један паразит зарази Наваро. Рејн поново активира Рука, који открива да је чаура садржала ксеноморфа који је убио већину посаде Нострома. Научници на Ренесанси експериментисали су на ванземаљцу, а обрнутим биоинжењерингом створили паразите. Међутим, ксеноморф је побегао, убио већину посаде, а остали су умрли када је ксеноморф убијен и његова киселинска крв продрла кроз труп Рема, узрокујући експлозивну декомпресију.
Бјорн покушава да побегне са Наваро и Кеј на Корбелану, али младунче ксеноморфа избија из Навариних груди, убија је и изазива пад Корбелана у Ромулов хангар, што убрзава курс судара станице са прстеновима планете LV-410. Док младунче ксеноморфа брзо прелази у своју одраслу фазу, Бјорн га рањава електрошокером и бива попрскан његовом крвљу, која га убија. Кеј бежи у Ромул, праћена створењем. Рејн и Тајлер покушавају да је спасу, али Енди сумња да је ксеноморф користи као мамац и одбија да отвори врата која их раздвајају. Немоћни, гледају како ксеноморф хвата Кеј.
Рук потом наређује Ендију да пронађе Z-01, снажну течност добијену од паразита која може брзо да преправи и адаптира ДНК. Рук жели да је искористи за стварање генетски савршених људи, способних за живот у свемиру. Захтева да се Z-01 пошаље на Џексонову звезду, у супротном неће ослободити Корбелан. Рејн и Тајлер се наоружавају пушкама, али их Енди упозорава да не пуцају на ксеноморфа како би избегли још једну експлозивну декомпресију.
Група открива гнездо ксеноморфа, где спасавају тешко повређену Кеј. Енди јој нуди дозу Z-01 која јој омогућава да се брзо опорави. Нападају их хорде паразита и ксеноморфа, а Тајлер се жртвује да заштити Рејн и Кеј, док је Енди онеспособљен. Рејн извлачи Кеј на сигурно, а потом се враћа да спасе Ендија, уклањајући Руков контролни чип и враћајући му првобитно програмирање. Са ксеноморфима који их окружују, Рејн деактивира гравитацију на станици, омогућавајући јој да их убије без контакта њихове крви са трупом. Како се гравитација поново активира, Рејн се суочава са ксеноморфом који је изашао из Наваро, али Енди интервенише и убија га. Рејн и Енди једва успевају да побегну на Корбелану док Ренесанса пада у прстенове LV-410 и бива уништена.
Док се Рејн и Енди припремају за пут до Јаваге, Кеј рађа хибрид човека и ксеноморфа, мутираног због Z-01. Хибрид убија Кеј и онеспособљава Ендија пре него што га Рејн избаци у прстенове LV-410, где се распада. Након што сними аудио-запис, Рејн и Енди улазе у криостазу, надајући се да ће стићи на Јавагу III живи.

## Улоге
| Глумац         | Улога  |
| -------------- | ------ |
| Кејли Спејни   | Рејн   |
| Дејвид Џонсон  | Енди   |
| Арчи Рено      | Тајлер |
| Изабела Мерсед | Кеј    |
| Спајк Ферн     | Бјорн  |
| Ајлин Ву       | Наваро |